# Ephedra major
Grand Éphédra, Grande Uvette
Espèce
Statut de conservation UICN

 LC  : Préoccupation mineure

Ephedra major, le Grand Éphédra ou Grande Uvette, est un arbrisseau xérophyte de la famille des Éphédracées. Comme tous les éphédras, dans une moindre mesure, la plante a été utilisée pour ses vertus médicinales ou cosmétologiques.

## Dénominations
Le  nom scientifique valide est Ephedra major Host.
Les noms vulgaires (vulgarisation scientifique) recommandés ou typiques en français sont Grand Éphédra,, et Grande Uvette,.
Les autres noms vulgaires ou les noms vernaculaires (langage courant) pouvant désigner éventuellement d'autres espèces sont Éphèdre des monts Nébrodes,, Grand Éphèdre, Éphèdre major.

## Description

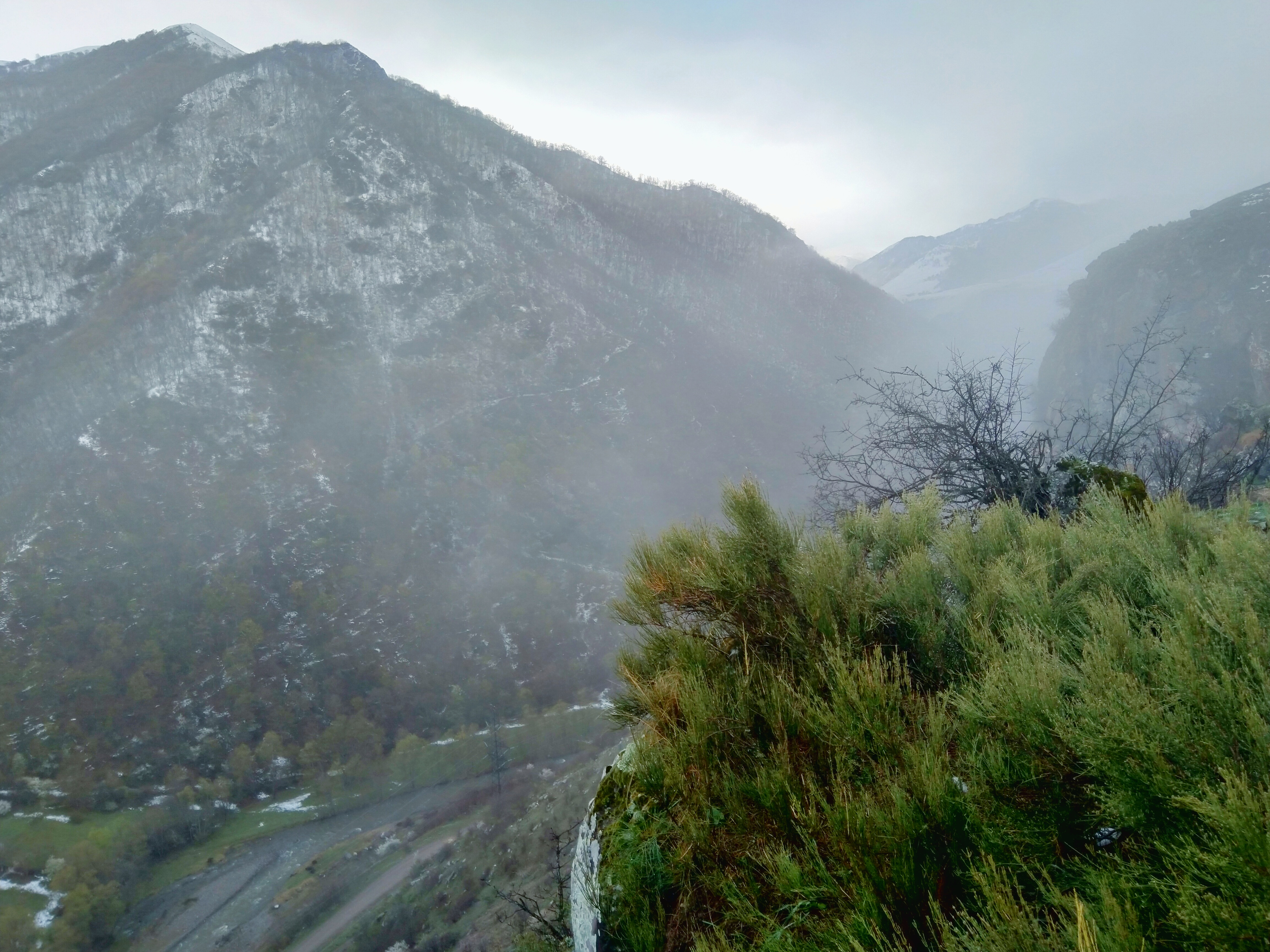
Buissons de Grand Éphédra dans les montagnes d'Azerbaïdjan

Occasionnellement rencontrée au milieu des rochers calcaires ou sur les vieux murs, cette espèce de 10 à 20 cm de haut est caractérisée par ses tiges à articles courts (1-2 cm) et filiformes (1 mm), ses rameaux dressés et ligneux à la base, ses cônes sessiles ou subsessiles à deux graines recouvertes d'écailles charnues rouges. Ces caractères le distinguent d'Ephedra distachya qui peut atteindre 0,3 à 1 m de haut, possède des tiges à articles allongés (3-4 cm), épais (2 mm) et souvent couchés, et des cônes longuement pédonculés à une seule graine[réf. nécessaire].
En France, la Grande Uvette fleurit de mai à juin et les fruits sont mûrs d'août à septembre[réf. nécessaire].

## Répartition
Le Grand Éphédra est une espèce méditerranéo-asiatique. On la rencontre en France, Espagne, Italie, Sardaigne, Sicile, Grèce, Chypre, Afghanistan, Turkmenistan, Albanie, Bosnie-Herzégovine, Maroc, Algérie, Iran, Liban, Tunisie, Syrie, Turquie.

### Nomenclature et classification scientifiques
Cette espèce a été décrite pour la première fois en 1831 par le botaniste autrichien Nicolaus Thomas Host. L'épithète spécifique « major » signifie très grand.
En classification phylogénétique, comme en classification classique, elle fait partie de la famille des Ephedraceae.
La taxinomie du genre Ephedra est très discutée, mais les publications du début du XXIe siècle tendent à réduire le nombre d'espèces. Ephedra nebrodensis  Tineo, notamment, est désormais considérée comme étant un synonyme, tandis que la validité de Ephedra fragilis Desf. est confirmée.

#### Synonymes
Ainsi Ephedra major admet de nombreux synonymes :
- Chaetocladus monostachys J.Nelson[7]
- Ephedra atlantica Andr.[7]
- Ephedra equisetiformis Webb & Berthel.[7]
- Ephedra graeca C.A.Mey.[7]
- Ephedra major subsp. major[7]
- Ephedra nebrodensis Tineo[7]
- Ephedra scoparia Lange[7]
- Ephedra villarsii Gren. & Godr.[7]

l'Union internationale pour la conservation de la nature (IUCN) mentionne aussi les synonymes suivants :
- Ephedra procera C.A.Mey.
- Ephedra vulgaris Tchich.

#### Liste des variétés et sous-espèces
Selon The Plant List (23 décembre 2020) :
- sous-espèce Ephedra major subsp. procera (C.A.Mey.) Bornm.
- variété Ephedra major var. suggarica Maire

Selon Tropicos (23 décembre 2020) (Attention liste brute contenant possiblement des synonymes) :
- sous-espèce Ephedra major subsp. major
- sous-espèce Ephedra major subsp. procera (C.A. Mey.) Bornm.
- sous-espèce Ephedra major subsp. villarsii (Gren. & Godr.) P. Fourn.
- variété Ephedra major var. procera (C.A. Mey.) Fitschen
- variété Ephedra major var. suggarica Maire

## Utilisation par l'homme
Comme tout Ephedra, il renferme des alcaloïdes : éphédrine, pseudoéphédrine, noréphédrine et adrénaline[réf. nécessaire].
En Algérie, une pâte à base de cette plante, faite de fruits secs écrasés, était utilisée en cosmétologie traditionnelle pour rougir la peau.